# Шубский, Георгий Петрович

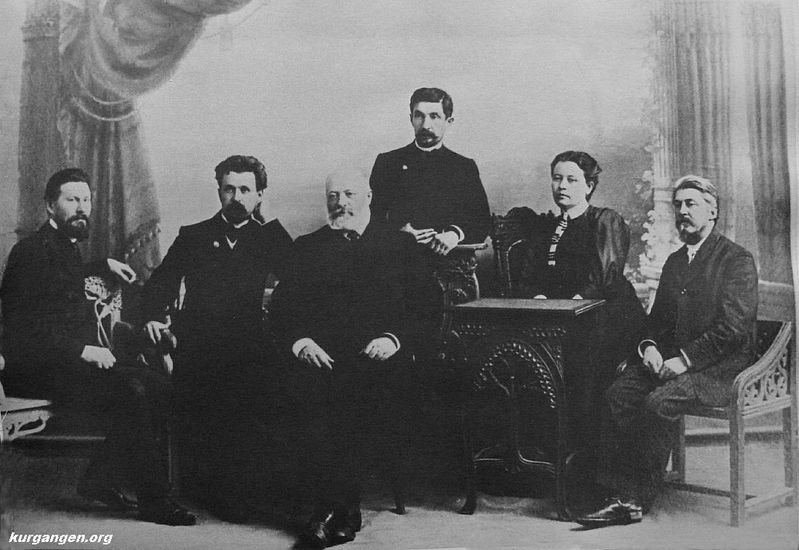
Курганские врачи: Г. П. Шубский, Пётр Павлович Успенский, Александр Иванович Ротберг, Николай Семенович Коган, Антонина Алексеевна Папулова, Сергей Александрович Миславский, 1911 год.jpg.

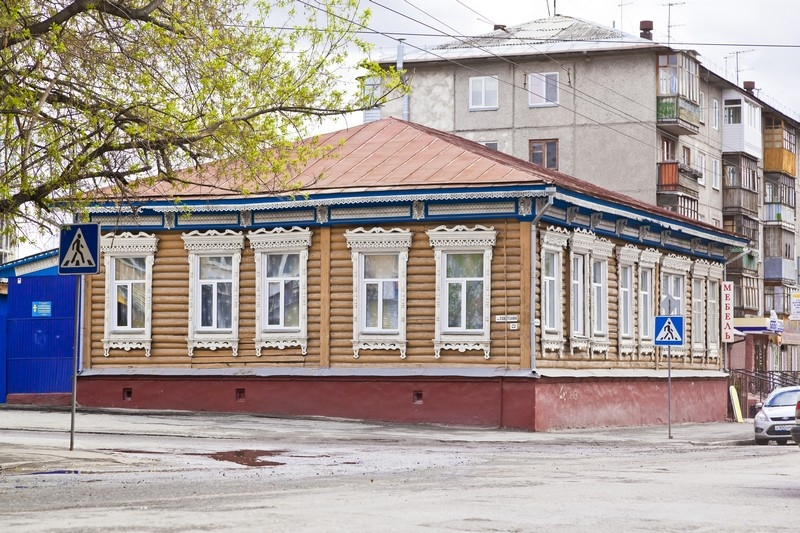
Жилой дом Г. П. Шубского, г. Курган, ул. Советская, 22 / ул. Красина, 42.

Георгий Петрович Шубский (4 [16] февраля 1868, Тюменский округ, Тобольская губерния — неизвестно, неизвестно) — российский государственный деятель, городской голова города Кургана (1918—1919), врач, надворный советник.

## Биография
Георгий Шубский родился в семье чиновника 4 (16) февраля 1868 года в Тюменском округе Тобольской губернии Западно-Сибирского генерал-губернаторства, ныне Тюменская область.
Окончил Тобольскую духовную семинарию.
В 1891 году поступил и 19 (31) октября 1895 года окончил медицинский факультет Императорского Томского университета со степенью лекаря. 11 (23) ноября 1895 года назначен врачом для командировок по Тобольской губернии. В это время требовался врач в открытую 16 (28) августа 1895 года больницу в селе Белозерском Белозерской волости Курганского округа Тобольской губернии и Шубский назначен заведующим Белозерской больницей на правах сельского врача Белозерского участка. Белозерский врачебный участок включал волости: Брылинскую, Белозерскую, Иковскую, Марайскую, Мендерскую, Мостовскую, Салтосарайскую, Тебенякскую, Усть-Суерскую и Шмаковскую. В 1898 году штат больницы составляли: врач Шубский, фельдшер Федор Александрович Калманов, акушерка Евгения Андреевна Белослудцева, повивальная бабка Поникаровская. Три фельдшера служили на общественных фельдшерских пунктах в сёлах Брылинском, Мостовском и Усть-Суерском.
Во время русско-японской войны, 19 мая (1 июня)  1904 года командирован для работы в этапном лазарете, снаряженным Тобольским местным управлением Красного Креста с сохранением содержания по должности, где проработал по март 1905 года.
С 15 (28) мая 1906 года по 1 (14) апреля 1909 года работал врачом на Сибирской железной дороге в городе Кургане.
С 1 (14) апреля 1909 года — старший врач Курганской городской больницы. 1910 году ушёл в отставку заведующий больницей Николай Семенович Коган и Шубский занял эту должность. Больница имела три барака, содержание больницы обходилось городу от 27 до 28 тыс. руб. в год.
В 1910 году был избран в городскую Думу и вошёл в состав аптечной комиссии, в 1914 году вновь избран в городскую Думу.
В 1911 году вошел в Совет Общества попечения об учащихся. Будучи старшим врачом городской больницы, с 1912 года исполнял обязанности врача при ремесленной школе и при 4-классном мужском училище. В 1914 год одновременно исполнял обязанности старшего врача военного лазарета.
В августе 1913 года купил усадьбу Федора Федоровича Мельникова на углу улицы Дворянской и Телеграфного переулка (ныне ул. Советская, 22 / ул. Красина, 42). Через два года городская управа разрешила ему строить службы и новый деревянный дом на каменном фундаменте, с парадным ходом с ул. Дворянской. Шубский открыл частную практику и стал принимать больных в своем новом доме с 8 до 9 утра по внутренним и глазным болезням, подбирал очки. Затем уходил в больницу. Ныне дом — Выявленный объект культурного наследия. В здании — моленная Покрова Пресвятой Богородицы Древлеправославной поморской церкви.
С 1 (14) июля 1915 года — почётный мировой судья Тобольского окружного суда на трехлетие.
С 9 (22) октября 1915 года — член Попечительного совета Александровской женской гимназии города Кургана. В декабре 1915 года Шубский был одним из учредителей общественного клуба « Народный дом».
24 марта (6 апреля)  1917 года был на организационном собрании курганского отделения партии социал-революционеров «Народная свобода» и вступает в ее ряды.
В марте 1917 года вошёл в милиционный комитет и принимал участие в разработке проекта Положения о курганской милиции.
2 (15) июля 1917 года избран гласным Курганской городской Думы по спискам группы «Трудовой демократии». Вместе с ним избраны врачи Пётр Павлович Успенский, Абрам Самуилович/Соломонович Шапиро, Антонина Алексеевна Папулова, фельдшер Михаил Фомич Врачинский. Все они вошли во вновь созданную санитарно-медицинскую комиссию, а Шубский ещё был избран председателем примирительной жилищной комиссии, задачей которой было регулирование взаимоотношений квартиронанимателей и домохозяев.
В ночь с 1 на 2 июня 1918 года советская власть в Кургане была свергнута чехословацкими войсками. 5 июня избрана временная коалиционная Дума, в основном из представителей предыдущих Дум. Г. П. Шубский избран городским головой, врач А. С. Шапиро — председателем управы. На первом заседании Думы Шубский
выступил с предложением о восстановлении разрушенных большевиками судебных учреждений и прокуратуры, податной инспекции, продовольственной управы, об аннулировании декрета о национализации банков и о возврате промышленных предприятий прежним владельцам. Губернский комиссар Василий Николаевич Пигнатти посчитал эту Думу нелигитимной и потребовал её роспуска. Новые выборы были назначены на 20 октября 1918 года, но по телеграфному распоряжению МВД приостановлены, ввиду введения нового закона о системе выборов.
В апреле 1919 года возобновил свою деятельность местный комитет Красного Креста, который возглавил Шубский. В связи с большой загруженностью в июне 1919 года он передал пост председателя этого комитета Сергею Ивановичу Якубову.
9 февраля 1919 года через Курган проследовал поезд, на котором Верховный правитель России Александр Васильевич Колчак ехал к месту военных действий. Остановка в Кургане была  в 4 часа 30 минут и длилась несколько часов. После приветствий на перроне в салон-вагон была приглашена городская делегация. Городской голова обратился к Верховному Правителю с речью: «Ваше Высокопревосходительство! Примите горячий привет от граждан города Кургана Курганской городской Думы. Я счастлив заявить Вам, что Курганская городская Дума всецело стоит на точке зрения всемерной поддержки Вас и Временного Правительства. Мы живём и работаем в единственной надежде на то, что Вы и Временное Правительство создадите законность и порядок в стране и восстановите транспорт, торговлю и промышленность. Позвольте Вам пожелать сил, здоровья на то, чтобы благополучно докончить святое дело восстановления Великой и Могучей России, объединенной в своих прежних пределах».
18 мая 1919 года были выборы в городскую Думу на четырёхлетие 1919—1923. Шубский баллотировался по списку от Союза домовладельцев и от группы беспартийных граждан г. Кургана. По списку Совета профессиональных союзов в Думу прошло 15 гласных, по спискам домовладельцев и беспартийному (объединенному) списку — 20 гласных. 8 июня состоялось первое заседание нового состава Курганской городской Думы. Единственным кандидатом в городские головы был выставлен Г.П. Шубский. В члены Управы: И.В. Кошкин, И.Я. Андреев, В.М. Серов и П.В. Коновалов. Шубский был избран снова городским головой. Установили должностные оклады городскому голове — 3000 рублей, членам городской Управы — 2000 рублей.
1 июня 1919 года было празднование годовщины освобождения Кургана от большевиков. Дума ассигновала на проведение праздника 2000 рублей, состоялся торжественный молебен и панихида на братской могиле в соборном сквере. Был открыт памятник на католическом кладбище (ныне часть парка Победы) на могиле чехословаков, погибших в боях с большевиками.
В июле Шубский ездил в Омск просить заем на 2 миллиона на устройство кирпичного завода, согласие получил. 
3 августа 1919 года вышел приказ об эвакуации. Все курганские врачи были вынуждены эвакуироваться. В 24 часа 13 августа 1919 года город Курган был взят Рабоче-крестьянской Красной армией.
Георгий Петрович Шубский в Курган не вернулся и дальнейшая его судьба неизвестна.

## Чины
- 27 февраля (11 марта)  1904 года — надворный советник
- 22 мая (4 июня)  1902 года — коллежский асессор
- 10 (23) декабря 1901 года — титулярного советник

## Семья
- Отец, Пётр Шубский, станционный смотритель на руднике Берикуль Мариинского округа Томской губернии, в 1895 году.
  - Сестра Надежда (1876, Ялуторовский округ Тобольской губернии — ?), 30 октября (11 ноября)  1898 года вышла замуж за крестьянина деревни Секисово, уволенного в запас армии ефрейтора Никифора Семеновича Пухова (1858 — 18 февраля (3 марта)  1911 года).
- Жена, Елена Васильевна (урожд. Сеницкая, 1873, Тобольск — ?), дочь статского советника
  - Сын Александр (9 (21) февраля 1895 года, рудник Берикуль Томской губернии — ?). Был арестован 26 мая 1929 года по обвинению в службе у белогвардейцев, но дело было прекращено, в 1930 году он был лишен избирательных прав как бывший офицер.
  - Дочь Ксения (2 (14) февраля 1897 года, село Белозерское Курганского округа Тобольской губернии — ?)
  - Сын Владимир (11 (24) июля 1906 года, город Курган — ?)
  - Сын Николай (28 февраля (13 марта)  1910 года, город Курган — ?)